# Grindale
Grindale är en civil parish i Storbritannien.   Den ligger i kommunen East Riding of Yorkshire och riksdelen England, i den östra delen av landet, 290 km norr om huvudstaden London.